# Клочек Дмитро Іванович
Дмитро Іванович Клочек (нар. 1 січня 1972, Вітебськ, БРСР) — білоруський футболіст українського походження, виступав на позиції захисника та півзахисника.

## Життєпис
Дорослу футбольну кар'єру розпочав у 1992 році в клубі «Колос» (Устьє), де виступав протягом 1,5 сезони у Другій лізі. У 1993 році перейшов до українського клубу «Нафтохімік» (Кременчук) (третя ліга), де зіграв у 6 матчах чемпіонату. У 1993—1994 роках виступав у вітебському «Локомотиві», у футболці якого зіграв 28 матчів у Вищій лізі. Надалі виступав у вітебському «Будівельнику» (вилетів з другої ліги), «Максім-Орша» (вийшов до другої ліги) та бобруйській «Білшині», за яку зіграв 3 матчі у білоруській Вищій лізі.
Восени 1997 року перейшов до «Ракува». 18 жовтня 1997 року дебютував в Першій лізі в програному (2:3) поєдинку проти «Одри» (Водзіслав-Шльонський). У футболці «Ракува» зіграв 3 матчі в чемпіонаті Польщі. На початку 1998 року він став гравцем «Граніту» (Мікашевичі), з яким він менш ніж через рік вийшов до Першої ліги. У весняній частині сезону 2000 року перейшов до новоствореного клубу «Даріда» (Мінський район) (друга ліга чемпіонату Білорусі). У другій частині сезону 2000 року перейшов до іншого друголігового клубу «Зірка-ВА-БДУ» (Мінськ), у футболці якого завершив кар'єру в 2001 році.